# 西村淳蔵
西村 淳蔵（淳藏、にしむら じゅんぞう、1864年（元治元年3月） - 1939年（昭和14年）2月14日）は、日本の政治家、衆議院議員（1期）。勲7等

## 経歴
但馬国養父郡八鹿村(のち兵庫県養父郡八鹿村→八鹿町、現・養父市)に生まれる。普通学を修め、上京し、慶應義塾に入り、1888年に卒業する。農業を営み、八鹿村長、同町長を長年にわたって歴任する。
1898年8月の第6回衆議院議員総選挙において兵庫9区から憲政党公認で立候補して当選する。1902年の第7回衆議院議員総選挙では兵庫県郡部から憲政本党公認で立候補したが落選した。1939年に死去した。
妻、小静は、但馬国歌詞柏原町の名家、田艇吉の長女、内助の功多く婦人会長として活躍した。